# Nikola Karczewska
Nikola Karczewska, née le 16 octobre 1999 à Zielonka, est une footballeuse internationale polonaise évoluant au poste d'attaquante au SS Lazio Rome.

## Biographie

### Carrière en club
Nikola Karczewska est formée au Ząbkovia Ząbki. En 2015, elle rejoint l'UKS SMS Łódź, avec qui elle découvre le plus haut niveau polonais. À l'été 2019, elle signe au Górnik Łęczna.
Lors de l'exercice 2019-2020, elle est championne de Pologne, remporte la Coupe de Pologne et termine deuxième meilleure buteuse du championnat avec 13 réalisations. La saison suivante, elle inscrit 23 buts en championnat et est de nouveau deuxième meilleure buteuse de la compétition. Lors de ces deux saisons, elle participe également à sept matchs de Ligue des champions et inscrira quatre buts.
En juillet 2021, elle rejoint la France en signant pour un an au FC Fleury 91, club de D1,.

### Carrière internationale
Habituée des sélections jeunes polonaises, Nikola Karczewska connaît sa première sélection avec l'équipe de Pologne en juin 2019 lors d'un match amical contre la Slovaquie (défaite 1-0).

## Palmarès
Górnik Łęczna
- Championne de Pologne en 2020.
- Vainqueur de la Coupe de Pologne en 2020.

## Statistiques

### En club
| Saison                | Club                  | Championnat           | Championnat | Championnat | Coupe(s) nationale(s) | Coupe(s) nationale(s) | Compétition(s) continentale(s) | Compétition(s) continentale(s) | Compétition(s) continentale(s) | Total | Total |
| Saison                | Club                  | Division              | M.          | B.          | M.                    | B.                    | Comp.                          | M.                             | B.                             | M.    | B.    |
| 2019-2020             | Górnik Łęczna         | Ekstraliga            | 12          | 13          |                       |                       | WCL                            | 3                              | 3                              | 15    | 16    |
| 2020-2021             | Górnik Łęczna         | Ekstraliga            | 22          | 23          |                       |                       | WCL                            | 4                              | 1                              | 26    | 24    |
| Total sur la carrière | Total sur la carrière | Total sur la carrière | 34          | 36          |                       |                       | -                              | 7                              | 4                              | 41    | 40    |